# José Castiglione
José Francisco Luis Castiglione fue un abogado y empresario periodístico, fuertemente ligado a la comunicación, la cultura y la educación de la Provincia de Santiago del Estero. Nació el 26 de agosto de 1893 en la Ciudad Capital y falleció el 5 de noviembre de 1972.
Hijo de Juan Castiglione y Carmen Conti, se casó con Ángela Lazari y conformó una sólida familia cuyos hijos fueron Aldo C. Castiglione, Edit Castiglione de Tarchini, Nilda Castiglione de Amelio Ortiz y Raquel Castiglione de Méndez.

## Biografía
José Castiglione se graduó de maestro Normal Regional en San Luis en 1915 y ejerció la docencia hasta que logró graduarse de abogado en la Universidad Nacional de Buenos Aires en 1924. De regreso a Santiago del Estero ejerció como Juez de Primera Instancia en lo civil y comercial (1926-1927), asesor de la Municipalidad de la Capital en 1928 y luego Fiscal de Estado.
Fue Director fundador de la Universidad Popular, institución a la que perteneció hasta su muerte, como miembro del Consejo Superior.
El plan que él elaborara para la atención de los niños entusiasmó al conocido legislador socialista Alfredo Palacios, quien lo hizo suyo y lo presentó en el Congreso de la Nación (constituyendo luego la ley nº 12.558).
Fue el creador y el primer presidente del Club Atlético Mitre y presidió durante trece años la Liga Santiagueña de Fútbol, que en el año 1929 salió campeona argentina de ese deporte. Debido a ello, presidió al año siguiente la delegación argentina que participó en el campeonato sudamericano de fútbol en Brasil.
En 1929, junto a su hermano Antonio Castiglione, adquirieron el diario El Liberal y ejerció su dirección en forma permanente con breves interrupciones por razones de actividad política.
En 1936 en sociedad con su hermano Antonio fundaron la primera emisora radial LV11 Radio del Norte, y ejerció su dirección de 1937 a 1942.
La misma sociedad construyó la primera galería comercial en 1955, TabyCast, e inauguró la primera emisora televisiva del norte argentino LW 81 TV Canal 7, en 1965.

### Actividad política y apoyo a educación
En 1938-1939 fue Convencional Constituyente, para la reforma de la Constitución Provincial, logrando que se incluya en el art. 17 los derechos del niño a la educación.
Durante el gobierno de José Ignacio Cáceres fue designado Presidente del Consejo General de Educación, cargo que ejerció durante 1940-1941. Dejó ese cargo para asumir como Ministro de Gobierno hasta 1943. Desde el Consejo de Educación desarrolló numerosas actividades, como la fundación de la Escuela Normal de Maestros de Añatuya, la Escuela de Apicultura, escuelas granja, la creación de dos Jardines de Infantes, el Conservatorio Provincial de Música, instituyó la “Semana del niño” y organizó las cooperadoras escolares, entre tantos proyectos realizados. En 1963 fue electo Senador Nacional por la Unión Cívica Radical, durante la presidencia de Arturo Umberto Illia y gobernación de Benjamín Manuel Zavalía.